# サヒル・アラフヴェルドヴィ
サヒル・アラフヴェルドヴィ（グルジア語: სახილ ალახვერდოვი、グルジア語ラテン翻字: Sakhil Alakhverdovi、1999年1月9日 – ）は、ジョージアのアマチュアボクシング選手。階級はライトフライ級およびフライ級。

## 経歴
彼のアマチュアボクシング選手としての経歴は、2019年ヨーロッパ競技大会のライトフライ級で銀メダルを獲得。2020年3月16日、2020年オリンピック欧州予選のフライ級でベスト8に入り、2020年東京オリンピックへの出場資格を獲得。